# .kn
.kn és el domini de primer nivell territorial (ccTLD) de Saint Kitts i Nevis. L'administra la Universitat de Puerto Rico. La pàgina de registre no funciona com a mínim des de 2006.

## Dominis de segon nivell
Els registres es permeten directament al segon nivell, i també hi ha registres de nivell tres per sota d'aquests noms especials de nivell dos:
- NET.KN: xarxes (sense restriccions)
- ORG.KN: organitzacions (sense restriccions)
- EDU.KN: institucions educatives
- GOV.KN: institucions governamentals